# Hilara hirta
Hilara hirta är en tvåvingeart som beskrevs av Gabriel Strobl 1892. Hilara hirta ingår i släktet Hilara och familjen dansflugor. Arten är reproducerande i Sverige. Inga underarter finns listade i Catalogue of Life.